# The Ringer (Lied)
The Ringer (englisch für „der Wecker“) ist ein Lied des US-amerikanischen Rappers Eminem, das am 31. August 2018 auf seinem zehnten Studioalbum Kamikaze veröffentlicht wurde. In verschiedenen Ländern erreichte der Song die Top 10 der Charts.

## Inhalt
Das Intro des Stücks wird mit dem Sound eines einschlagenden Flugzeuges eingeläutet. In dem Lied attackiert Eminem vor allem die moderne Rap-Generation, wobei er Lil Pump und Lil Xan namentlich erwähnt und ihnen vorwirft, sie würden Lil Wayne kopieren. Hätte Eminem auf seinem Vorgänger-Album Revival Autotune benutzt, hätten es mehr Leute gekauft. Zudem erwähnt Eminem, dass er keine Beefs mehr führen könne, da diese nur seine Kontrahenten unverdient bekannter machen würden. Er macht auch keinen Halt vor seinen eigenen Fans, da diese seine neue Musik stets mit seinem Album The Marshall Mathers LP vergleichen würden. Wenn er wieder zum Stil des Albums zurückkehren würde, würde er sich wie jeder andere Rapper anhören, da dieses Album jeden beeinflusst habe. Kritiker seines letzten Albums Revival sind weitere Ziele des Rappers. Zum Schluss greift Eminem auch den US-Präsidenten Donald Trump an. Er bezeichnet ihn als „Agent Orange“ und wirft ihm vor, den Secret Service geschickt zu haben, um ihn zu fragen, ob er ein Terrorist sei oder Verbindungen zu solchen habe. Positiv hingegen äußert Eminem sich über die Rapper Joyner Lucas, Kendrick Lamar, J. Cole und Big Sean.

## Produktion
Im Lied wird der Beat nach 4:32 Minuten gewechselt. Der erste Teil wurde von dem Musikproduzent Illa da Producer produziert, während Ronny J den zweiten Teil erstellte. Zudem ist eine Interpolation des Songs Ooouuu von der Rapperin Young M.A. enthalten, die auch als Songwriterin von The Ringer aufgeführt ist.

## Rezensionen
Positive Rezensionen erhielt The Ringer zum Beispiel von dem Magazin XXL: „Der Ansatz kann zwar den Geruch von Verbitterung verspüren, trotzdem kann man nicht abstreiten, dass Eminem lyrisch sehr geschickt und akrobatisch diese sechs Minuten füllt.“ Es gab aber auch negativere Kritik: Marc Hogan, Autor beim Magazin Pitchfork, meint, dass der Song „lyrisch clever zusammengesetzt ist, aber trotzdem keinen Sinn ergibt.“

## Kommerzieller Erfolg

### Chartplatzierungen
| ChartsChartplatzierungen       | Höchstplatzierung | Wochen |
| ------------------------------ | ----------------- | ------ |
| Deutschland (GfK)              | 21 (3 Wo.)        | 3      |
| Österreich (Ö3)                | 14 (3 Wo.)        | 3      |
| Schweiz (IFPI)                 | 3 (3 Wo.)         | 3      |
| Vereinigte Staaten (Billboard) | 8 (4 Wo.)         | 4      |
| Vereinigtes Königreich (OCC)   | 4 (3 Wo.)         | 3      |

### Auszeichnungen für Musikverkäufe
The Ringer wurde am 15. November 2018 für über 80.000 verkaufte Einheiten mit einer Platin-Schallplatte in Kanada ausgezeichnet. Im Vereinigten Königreich erhielt es im April 2019 Silber für mehr als 200.000 Verkäufe. Im Jahr 2022 wurde das Lied für mehr als eine Million Verkäufe in den Vereinigten Staaten mit einer Platin-Schallplatte ausgezeichnet.
| Land/Region                  | Auszeichnungen für Musikverkäufe (Land/Region, Auszeichnung, Verkäufe) | Verkäufe  |
| ---------------------------- | ---------------------------------------------------------------------- | --------- |
| Australien (ARIA)            | Platin                                                                 | 70.000    |
| Brasilien (PMB)              | Gold                                                                   | 20.000    |
| Kanada (MC)                  | Platin                                                                 | 80.000    |
| Neuseeland (RMNZ)            | Platin                                                                 | 30.000    |
| Portugal (AFP)               | Gold                                                                   | 5.000     |
| Vereinigte Staaten (RIAA)    | Platin                                                                 | 1.000.000 |
| Vereinigtes Königreich (BPI) | Silber                                                                 | 200.000   |
| Insgesamt                    | 1× Silber · 2× Gold · 4× Platin ·                                      | 1.405.000 |

Hauptartikel: Eminem/Auszeichnungen für Musikverkäufe